# Galaxea alta
Galaxea alta är en korallart som beskrevs av Nemenzo 1980. Galaxea alta ingår i släktet Galaxea och familjen Oculinidae. Inga underarter finns listade i Catalogue of Life.